# Zonetoernooi dammen 2007 Korbach
Het zonetoernooi dammen 2007 in Korbach werd van 26 februari t/m 2 maart 2007 gespeeld als kwalificatietoernooi voor het wereldkampioenschap 2007 in Hardenberg. Op 27 februari werden 2 partijen gespeeld en op de overige speeldagen 1.
De 2 hoogst eindigende deelnemers plaatsten zich voor het WK en dat waren de Oekraïner Joeri Lagoda en de Wit-Rus Ihar Mikhalchenka die allebei 12 punten uit 7 partijen behaalden en daarmee de Duitser Vadim Virny 1 punt voorbleven en uitschakelden. 